# Salvador Jorge Blanco
José Salvador Omar Jorge Blanco (Santiago de los Caballeros, 5 luglio 1926 – Santo Domingo, 26 dicembre 2010) è stato un politico dominicano.
È stato il 48º presidente della Repubblica Dominicana, in carica dall'agosto 1982 all'agosto 1986. 
Era rappresentante del Partito Rivoluzionario Dominicano.
Suo figlio Orlando Jorge Mera è stato ministro dell'Ambiente tra il 2020 e il 2022, quando è stato assassinato.